# انتخابات مجلس الأمن التابع للأمم المتحدة 1990
أجريت انتخابات مجلس الأمن التابع للأمم المتحدة لعام 1990 في 1 نوفمبر 1990 خلال الدورة الخامسة والأربعين للجمعية العامة للأمم المتحدة، التي عقدت في مقر الأمم المتحدة في مدينة نيويورك. انتخبت الجمعية العامة النمسا وبلجيكا والإكوادور والهند وزيمبابوي، أعضاءً غير دائمين في مجلس الأمن التابع للأمم المتحدة لمدة عامين تبدأ في 1 يناير 1991.

## القواعد
يتألف مجلس الأمن من 15 مقعدا، يشغلها خمسة أعضاء دائمين وعشرة أعضاء غير دائمين. وفي كل عام، يتم انتخاب نصف الأعضاء غير الدائمين لمدة عامين.   ولا يجوز للعضو الحالي أن يترشح على الفور لإعادة انتخابه. 
وفقًا للقواعد التي يتم بموجبها تناوب المقاعد العشرة غير الدائمة في مجلس الأمن بين الكتل الإقليمية المختلفة التي تقسم إليها الدول الأعضاء في الأمم المتحدة تقليديًا لأغراض التصويت والتمثيل،  يتم تخصيص المقاعد الخمسة المتاحة على النحو التالي:
- مقعد للدول الأفريقية (تشغله إثيوبيا)
- مقعد لبلدان المجموعة الآسيوية (تسمى الآن مجموعة آسيا والمحيط الهادئ)[5] (تشغله ماليزيا)
- مقعد لأمريكا اللاتينية ومنطقة البحر الكاريبي (تشغله البرازيل)
- مقعدان لمجموعة أوروبا الغربية ودول أخرى (يشغلهما كندا وفنلندا)

ولكي يتم انتخابه، يجب أن يحصل المرشح على أغلبية ثلثي الحاضرين والمصوتين. إذا كان التصويت غير حاسم بعد الجولة الأولى، فسيتم إجراء ثلاث جولات من التصويت المقيد، تليها ثلاث جولات من التصويت غير المقيد، وهكذا، حتى يتم الحصول على نتيجة. في التصويت المقيد، لا يجوز التصويت إلا على المرشحين الرسميين، بينما في التصويت غير المقيد، يجوز التصويت على أي عضو في مجموعة إقليمية معينة، باستثناء أعضاء المجلس الحاليين.

## النتيجة
وتم التصويت على ورقة اقتراع واحدة. وبلغ عدد بطاقات الاقتراع 154 ورقة.
| الدولة                  | الجولة الأولى |
| النمسا                  | 150           |
| الإكوادور               | 149           |
| زيمبابوي                | 146           |
| بلجيكا                  | 142           |
| الهند                   | 141           |
| سريلانكا                | 2             |
| أستراليا                | 1             |
| إسبانيا                 | 1             |
| المجر                   | 1*            |
| إيران                   | 1             |
| اليابان                 | 1             |
| ليختنشتاين              | 1             |
| المكسيك                 | 1             |
| بيرو                    | 1             |
| تنزانيا                 | 1             |
| السويد                  | 1             |
| فنزويلا                 | 1             |
| يوغوسلافيا              | 1*            |
| ممتنعون                 | 0             |
| بطاقات الاقتراع الباطلة | 0             |
| الأغلبية المطلوبة       | 103           |

ملاحظة *: كان رئيس الجمعية العامة للأمم المتحدة قد ذكر قبل بدء الاقتراع أن أصوات الدول الواقعة خارج المنطقة المعنية لن تحتسب، وبالتالي، لم يكن ينبغي إدراج أصوات هذه الدولة الواقعة في أوروبا الشرقية في النتائج.

## روابط خارجية
- وثيقة الأمم المتحدة A/45/PV.36 المحضر الرسمي لجلسة الجمعية العامة، 1 تشرين الثاني/نوفمبر 1990